# سیارک ۱۸۱۲۷
سیارک ۱۸۱۲۷ (به انگلیسی: 18127 Denversmith، نامگذاری:2000OX3) هجده هزار و صد و بیست و هفتمین سیارک کشف شده‌است که در ۲۴ ژوئیه ۲۰۰۰ کشف شد.
قدر مطلق سیارک برابر ۱۳.۵ است.